# Rei Higuchi
Rei Higuchi (em japonês:  樋口 黎, Higuchi Rei; Osaka, 28 de janeiro de 1996) é um lutador de estilo-livre japonês, medalhista olímpico.

## Carreira
Higuchi estudou na Nippon Sport Science University. Ele fraturou a mão direita em outubro de 2015, mas venceu o All Japan Tournament em dezembro daquele ano.
Ele competiu na Rio 2016, na qual conquistou a medalha de prata, na categoria até 57 kg. Em 28 de janeiro de 2017, Higuchi competiu no Golden Grand Prix Ivan Yarygin 2017. Na qualificação, ele foi eliminado por Gadzhimurad Rashidov da Rússia, mas lutou para ganhar uma medalha de bronze contra Bulat Batoev da Rússia. Em 18 de setembro de 2023, ele ganhou uma medalha de prata na categoria de peso de 57 quilos no Campeonato Mundial de Luta Livre de 2023 em Belgrado. Na final, ele perdeu para o lutador sérvio Stevan Mićić. Em Paris 2024, ele ganhou a medalha de ouro contra Spencer Lee dos Estados Unidos.